# Lista localităților din provincia Isparta

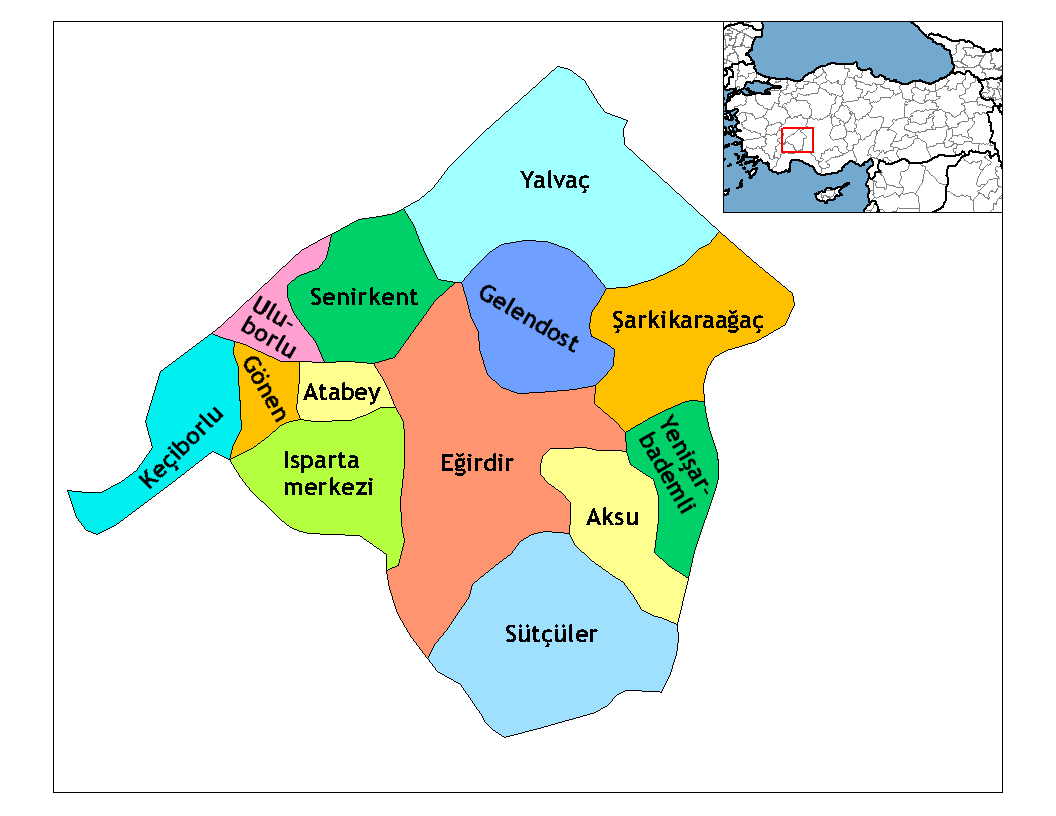
Provincia Isparta

Aceasta este lista localităților din Provincia Isparta, Turcia, după districte. În secțiunile de mai jos, prima localitate din fiecare listă este centrul administrativ al districtului.

## Isparta
- Isparta
- Aliköy, Isparta
- Bozanönü, Isparta
- Büyükgökçeli, Isparta
- Büyükhacılar, Isparta
- Çobanisa, Isparta
- Çukurköy, Isparta
- Darıderesi, Isparta
- Darıören, Isparta
- Deregümü, Isparta
- Direkli, Isparta
- Gelincik, Isparta
- Güneyce, Isparta
- Kadılar, Isparta
- Kayıköy, Isparta
- Kışlaköy, Isparta
- Kuleönü, Isparta
- Küçükgökçeli, Isparta
- Küçükhacılar, Isparta
- Küçükkışla, Isparta
- Savköy, Isparta
- Yakaören, Isparta
- Yazısöğüt, Isparta

## Aksu
- Aksu
- Eldere, Aksu
- Elecik, Aksu
- Karacahisar, Aksu
- Karağı, Aksu
- Katip, Aksu
- Koçular, Aksu
- Kösre, Aksu
- Sofular, Aksu
- Terziler, Aksu
- Yaka, Aksu
- Yakaafşar, Aksu
- Yılanlı, Aksu
- Yukarıyaylabel, Aksu

## Atabey
- Atabey
- Bayat, Atabey
- Harmanören, Atabey
- İslamköy, Atabey
- Kapıcak, Atabey
- Pembeli, Atabey

## Eğirdir
- Eğirdir
- Ağılköy, Eğirdir
- Akbelenli, Eğirdir
- Akdoğan, Eğirdir
- Akpınar, Eğirdir
- Aşağı Gökdere, Eğirdir
- Bademli, Eğirdir
- Bağıcık, Eğirdir
- Bağıllı, Eğirdir
- Bağören, Eğirdir
- Balkırı, Eğirdir
- Barla, Eğirdir
- Beydere, Eğirdir
- Çay, Eğirdir
- Eyüpler, Eğirdir
- Gökçehöyük, Eğirdir
- Havutlu, Eğirdir
- Kırıntı, Eğirdir
- Mahmatlar, Eğirdir
- Pazarköy, Eğirdir
- Sarıidris, Eğirdir
- Serpil, Eğirdir
- Sevinçbey, Eğirdir
- Sipahiler, Eğirdir
- Sorkuncak, Eğirdir
- Tepeli, Eğirdir
- Yılgıncak, Eğirdir
- Yukarı Gökdere, Eğirdir
- Yuvalı, Eğirdir

## Gelendost
- Gelendost
- Afşar, Gelendost
- Akdağ, Gelendost
- Bağıllı, Gelendost
- Balcı, Gelendost
- Çaltı, Gelendost
- Esinyurt, Gelendost
- Hacılar, Gelendost
- Keçili, Gelendost
- Köke, Gelendost
- Madenli, Gelendost
- Yaka, Gelendost
- Yenice, Gelendost
- Yeşilköy, Gelendost

## Gönen
- Gönen
- Gölbaşı, Gönen
- Gümüşgün, Gönen
- Güneykent, Gönen
- İğdecik, Gönen
- Kızılcık, Gönen
- Koçtepe, Gönen
- Senirce, Gönen

## Keçiborlu
- Keçiborlu
- Ardıçlı, Keçiborlul
- Aydoğmuş, Keçiborlul
- Çukurören, Keçiborlul
- Gülköy, Keçiborlul
- İncesu, Keçiborlul
- Kaplanlı, Keçiborlul
- Kavakköy, Keçiborlul
- Kılıç, Keçiborlul
- Kozluca, Keçiborlul
- Kuyucak, Keçiborlul
- Özbahçe, Keçiborlul
- Saracık, Keçiborlul
- Senir, Keçiborlul
- Yenitepe, Keçiborlul
- Yeşilyurt, Keçiborlul

## Senirkent
- Senirkent
- Akkeçili, Senirkent
- Başköy, Senirkent
- Büyükkabaca, Senirkent
- Gençali, Senirkent
- Karip, Senirkent
- Ortayazı, Senirkent
- Uluğbey, Senirkent
- Yassıören, Senirkent

## Sütçüler
- Sütçüler
- Ayvalıpınar, Sütçüler
- Aşağıyaylabel, Sütçüler
- Bekirağalar, Sütçüler
- Belence, Sütçüler
- Beydili, Sütçüler
- Boğazköy, Sütçüler
- Bucakdere, Sütçüler
- Çukurca, Sütçüler
- Çandır, Sütçüler
- Çobanisa, Sütçüler
- Darıbükü, Sütçüler
- Güldalı, Sütçüler
- Gümü, Sütçüler
- Hacıahmetler, Sütçüler
- Hacıaliler, Sütçüler
- İbişler, Sütçüler
- İncedere, Sütçüler
- Karadiken, Sütçüler
- Kasımlar, Sütçüler
- Kesme, Sütçüler
- Kuzca, Sütçüler
- Melikler, Sütçüler
- Müezzinler, Sütçüler
- Pınarköy, Sütçüler
- Sağrak, Sütçüler
- Saray, Sütçüler
- Sarımehmetler, Sütçüler
- Şehler, Sütçüler
- Yeniköy, Sütçüler
- Yeşilyurt, Sütçüler

## Şarkikaraağaç
- Şarkikaraağaç
- Arak, Şarkikaraağaç
- Armutlu, Şarkikaraağaç
- Aslandoğmuş, Şarkikaraağaç
- Aşağıdinek, Şarkikaraağaç
- Başdeğirmen, Şarkikaraağaç
- Belceğiz, Şarkikaraağaç
- Beyköy, Şarkikaraağaç
- Çaltı, Şarkikaraağaç
- Çarıksaraylar, Şarkikaraağaç
- Çavundur, Şarkikaraağaç
- Çeltek, Şarkikaraağaç
- Çiçekpınar, Şarkikaraağaç
- Fakılar, Şarkikaraağaç
- Gedikli, Şarkikaraağaç
- Göksöğüt, Şarkikaraağaç
- Karayaka, Şarkikaraağaç
- Kıyakdede, Şarkikaraağaç
- Köprü, Şarkikaraağaç
- Muratbağı, Şarkikaraağaç
- Ördekci, Şarkikaraağaç
- Örenköy, Şarkikaraağaç
- Salur, Şarkikaraağaç
- Sarıkaya, Şarkikaraağaç
- Yakaemir, Şarkikaraağaç
- Yassıbel, Şarkikaraağaç
- Yenicekale, Şarkikaraağaç
- Yeniköy, Şarkikaraağaç
- Yukarıdinek, Şarkikaraağaç

## Uluborlu
- Uluborlu
- Dere, Uluborlu
- İleydağı, Uluborlu
- İnhisar, Uluborlu
- Küçükkabaca, Uluborlu

## Yalvaç
- Yalvaç
- Akçaşar, Yalvaç
- Altıkapı, Yalvaç
- Aşağıkaşıkara, Yalvaç
- Aşağıtırtar, Yalvaç
- Ayvalı, Yalvaç
- Bağlarbaşı, Yalvaç
- Bağkonak, Yalvaç
- Bahtiyar, Yalvaç
- Celeptaş, Yalvaç
- Çakırçal, Yalvaç
- Çamharman, Yalvaç
- Çetince, Yalvaç
- Dedeçam, Yalvaç
- Eğirler, Yalvaç
- Eyüpler, Yalvaç
- Hisarardı, Yalvaç
- Gökçeali, Yalvaç
- Hüyüklü, Yalvaç
- İleği, Yalvaç
- Koruyaka, Yalvaç
- Kozluçay, Yalvaç
- Körküler, Yalvaç
- Kumdanlı, Yalvaç
- Kurusarı, Yalvaç
- Kuyucak, Yalvaç
- Mısırlı, Yalvaç
- Özbayat, Yalvaç
- (B) Özgüney, Yalvaç
- Sağırköy, Yalvaç
- Sücüllü, Yalvaç
- Taşevi, Yalvaç
- Terziler, Yalvaç
- Tokmacık, Yalvaç
- Yağcılar, Yalvaç
- Yarıkkaya, Yalvaç
- Yukarıkaşıkara, Yalvaç
- Yukarıtırtar, Yalvaç

## Yenişarbademli
- Yenişarbademli
- Gölkonak, Yenişarbademli